# Jonathan Trumbull, Jr.
Jonathan Trumbull, Jr. (né le 26 mars 1740 à Lebanon au Connecticut et mort le 7 août 1809 dans la même ville) était un homme politique américain du Connecticut. 
Il fut représentant pour le Connecticut entre 1789 et 1795, tandis que de 1791 à 1793 il devenait le deuxième Président de la Chambre des représentants des États-Unis. Il fut lieutenant gouverneur du Connecticut de 1796 à 1797.